# یوژف یاچو
یوژف یاچو (مجاری: József Jacsó؛ زادهٔ ۱ ژوئن ۱۹۶۲) وزنه‌بردار اهل مجارستان است.
وی در مسابقات کشوری و بین‌المللی در مجموع برندهٔ ۱ مدال نقره شده‌است.